# 2023 QH
2023 QH es un asteroide Apolo y un objeto próximo a la Tierra (NEO) con un diámetro estimado entre 48 y 110 metros. El cuerpo pasó a una distancia nominal de 4.595.073 km (0,030 UA) de la Tierra, el 31 de agosto de 2023, a las 12:26 UTC.

## Datos de aproximación más cercana
| Fecha/Hora                      | Distancia mínima a la Tierra | Distancia mínima a la Tierra | Distancia máxima a la Tierra | Distancia máxima a la Tierra | Velocidad relativa (km/s) |
| Fecha/Hora                      | km                           | UA                           | km                           | UA                           | Velocidad relativa (km/s) |
| ------------------------------- | ---------------------------- | ---------------------------- | ---------------------------- | ---------------------------- | ------------------------- |
| 31 de agosto de 2023, 12:26 UTC | 4.557.200                    | 0,03046                      | 4.632.945                    | 0,03097                      | 15.91                     |

No hay riesgo de un impacto en la Tierra durante el acercamiento a la Tierra en agosto de 2023. Suponiendo que el asteroide tiene entre 14 y 30 metros de diámetro, un impacto por él no alcanzaría el suelo y se desfragmentaría a unos 30 km de la superficie.

## Próximos acercamientos a la Tierra
| Fecha/Hora (UTC)                       | Distancia mínima a la Tierra | Distancia mínima a la Tierra | Distancia máxima a la Tierra | Distancia máxima a la Tierra | Velocidad relativa (km/s) |
| Fecha/Hora (UTC)                       | km                           | UA                           | km                           | UA                           | Velocidad relativa (km/s) |
| -------------------------------------- | ---------------------------- | ---------------------------- | ---------------------------- | ---------------------------- | ------------------------- |
| 19 de marzo de 2048, 01:54 ± 1_02:47   | 49.536.309                   | 0,33113                      | 56.252.790                   | 0,37603                      | 27.45                     |
| 31 de agosto de 2049, 16:47 ± 18:20    | 4.873.769                    | 0,03258                      | 7.261.066                    | 0,04854                      | 15.60                     |
| 27 de febrero de 2055, 07:36 ± 7_21:28 | 695.012                      | 0,00465                      | 26.281.226                   | 0,17568                      | 15.43                     |
| 11 de agosto de 2056, 00:10 ± 6_09:52  | 35.898.668                   | 0,23997                      | 69.450.518                   | 0,46425                      | 27.19                     |
| 27 de marzo de 2074, 12:02 ± 7_02:36   | 23.976.827                   | 0,16028                      | 68.168.643                   | 0,45568                      | 26.04                     |